# Mierkenisjaure
Mierkenisjaure är en sjö i Arjeplogs kommun i Lappland och ingår i Skellefteälvens huvudavrinningsområde. Sjön har en area på 0,356 kvadratkilometer och ligger 621,3 meter över havet. Sjön avvattnas av vattendraget Tjaktjaurälven (Mierkenisjåkkå).

## Delavrinningsområde
Mierkenisjaure ingår i det delavrinningsområde (739984-151016) som SMHI kallar för Utloppet av Mierkenisjaure. Medelhöjden är 851 meter över havet och ytan är 22,66 kvadratkilometer. Räknas de 6 avrinningsområdena uppströms in blir den ackumulerade arean 58,48 kvadratkilometer. Tjaktjaurälven (Mierkenisjåkkå) som avvattnar avrinningsområdet har biflödesordning 2, vilket innebär att vattnet flödar genom totalt 2 vattendrag innan det når havet efter 384 kilometer. Avrinningsområdet består mestadels av skog (14 procent) och kalfjäll (84 procent). Avrinningsområdet har 0,43 kvadratkilometer vattenytor vilket ger det en sjöprocent på 1,9 procent.